# Янн Гросс
Янн Гросс (нім. Yann Gross) - швейцарський фотограф, народився у місті Веве (кантон Во) 19 жовтня 1981 року.

## Біографія
Перш ніж вступити в школу мистецтв у Лозанні в 2001 році Янн Гросс вивчав латинську мову в гімназії Бюрі.
У своїй роботі він використовує два основних прийоми — фотографії і відео. Янн Гросс намагається знайти відповідь на те як людство формує своє оточення, зокрема розглядаючи питання ідентичності та культурного різноманіття.
Янн Гросс регулярно співпрацює з різними організаціями, зокрема брав участь в таких проектах, як створення місцевої інтернет-мережі в Бразилії і будівництво скейтпарку в Уганді.
У 2005 році отримує премію на фестивалі фотографії у місті Веве. У 2008 році йому присуджують премію Descubrimientos на фестивалі Photo España і за версією журналу American Photo він потрапляє у список 13 найкращих фотографів.  Цього ж року стає членом європейської організації Piece of Cake.
У 2010 році Янн Гросс стає одним з лауреатів швейцарської премії в галузі дизайну, яку вручає управління культури, а також перемагає на Міжнародному фестивалі моди і фотографії в місті Єр. Видавницто JRP | Ringier публікує його першу книгу Horizonville, на написання якої Яна надихнув швейцарський телесеріал під назвою Horizon Resort.
У 2001 році Сем Стурдз вручає йому нагороду на фестивалі фотографії в місті Арль, і його роботи відправляють на виставки до Єлисейського музею, Швейцарської організації фотографії у Вінтертурі та у художній музей у кантоні Вале.
Лауреат книжкової премії у 2015 році, його книгуThe Jungle Book опубліковують видавництва Apature, Actes Sud і Editorial RM.